# Celeste (cantante 1994)
Celeste, pseudonimo di Celeste Epiphany Waite (Culver City, 5 maggio 1994), è una cantante britannica.

## Biografia
Nel 2016 Celeste ha pubblicato il suo singolo d'esordio Daydreaming. Nel marzo 2017 è uscito il suo primo EP The Milk & the Honey. Nello stesso anno è partita in tournée con Michael Kiwanuka. Si è esibita in alcuni festival in Europa tra cui il Glastonbury, Primavera Sound, Field Day e Rock en Seine. Nel 2018 ha firmato un contratto con l'etichetta Polydor Records. A marzo 2018 ha pubblicato il suo secondo EP Lately, seguito dai singoli Strange a settembre 2019 e Stop This Flame a gennaio 2020.
Alla fine del 2019, ha vinto il Brit Award come Rising Star e due BBC Music Awards, tra cui il Sound of... 2020. Nel 2021 ha pubblicato il suo primo album in studio, intitolato Not Your Muse, che ha esordito direttamente in vetta alla classifica britannica ed è stato selezionato per il Mercury Prize. Nel medesimo anno grazie al brano Hear My Voice, realizzato per il film Il processo ai Chicago 7, è stata candidata al Golden Globe per la migliore canzone originale e all'Oscar alla miglior canzone.

## Discografia

### Album in studio
- 2021 – Not Your Muse

### Raccolte
- 2019 – Celeste
- 2019 – Compilation 1.1

### EP
- 2017 – The Milk & The Honey
- 2018 – Lately

### Singoli

#### Come artista principale
- 2016 – Daydreaming
- 2017 – Milk & Honey
- 2017 – Not for Me
- 2018 – Both Sides of the Moon (Live) (con i Gotts Street Park)
- 2018 – Lately (con i Gotts Street Park)
- 2019 – Father's Son
- 2019 – Coco Blood
- 2019 – She's My Sunshine
- 2019 – Strange
- 2020 – Stop This Flame
- 2020 – I Can See The Change
- 2020 – Little Runaway
- 2020 – Hear My Voice (con Daniel Pemberton)
- 2020 – A Little Love
- 2020 – Love Is Back
- 2022 – To Love a Man

#### Come artista ospite
- 2014 – Sing that Song (Tieks feat. Celeste)
- 2015 – Touch Me (Avicii feat. Celeste Waite)
- 2020 – 30,000 Feet (Jeshi feat. Celeste)
- 2020 – Ready for You (Black Coffee feat. Celeste)
- 2020 – It's All Right (Jon Batiste feat. Celeste)

## Premi e riconoscimenti
- BBC Music Awards
  - 2019 - Introducing Artist of the Year[19]
  - 2019 - Sound of 2020[20]
- Brit Awards
  - 2020 - Rising Star[15]
- Premi Oscar
  - 2021 - Candidatura alla migliore canzone originale per Il processo ai Chicago 7